# Robbinsova konstanta
Robbinsova konstanta je v geometriji konstanta enaka povprečni razdalji med dvema naključno izbranima točkama v enotski kocki. Imenuje se po ameriškem matematiku Davidu Petru Robbinsu (1942–2003). Je poseben primer za razdaljo v trirazsežni enotski hiperkocki. Lahko se izrazi kot:
{\displaystyle {\begin{aligned}\Delta (3)&=\int _{0}^{1}\int _{0}^{1}\int _{0}^{1}\int _{0}^{1}\int _{0}^{1}\int _{0}^{1}{\sqrt {(x_{1}-y_{1})^{2}+(x_{2}-y_{2})^{2}+(x_{3}-y_{3})^{2}}}\,\mathrm {d} x_{1}\,\mathrm {d} x_{2}\,\mathrm {d} x_{3}\,\mathrm {d} y_{1}\,\mathrm {d} y_{2}\,\mathrm {d} y_{3}\\&={\frac {4+17{\sqrt {2}}-6{\sqrt {3}}-7\pi }{105}}+{\frac {\ln(1+{\sqrt {2}})}{5}}+{\frac {2\ln(2+{\sqrt {3}})}{5}}\\&={\frac {4+17{\sqrt {2}}-6{\sqrt {3}}-7\pi }{105}}+{\frac {\operatorname {arsinh} 1}{5}}+{\frac {2\ln(2+{\sqrt {3}})}{5}}\!\,.\end{aligned}}}
Njena desetiška vrednost je (OEIS A073012):
{\displaystyle \Delta (3)=0,661707182267176235155831133248\ldots \!\,.}
Če se točki namesto v notranjosti izbirata na ploskvah enotske kocke, je povprečna razdalja enaka (OEIS A093066):
{\displaystyle \Delta _{\rm {f}}(3)={\frac {7}{5}}\Delta (3)=0,926390055174046729218163586547\ldots \!\,.}
Sorodna razdalja je v enotskem kvadratu:
{\displaystyle {\begin{aligned}\Delta (2)&=\int _{0}^{1}\int _{0}^{1}\int _{0}^{1}\int _{0}^{1}{\sqrt {(x_{1}-y_{1})^{2}+(x_{2}-y_{2})^{2}}}\,\mathrm {d} x_{1}\,\mathrm {d} x_{2}\,\mathrm {d} y_{1}\,\mathrm {d} y_{2}\\&={\frac {2+{\sqrt {2}}+5\ln(1+{\sqrt {2}})}{15}}\\&={\frac {2+{\sqrt {2}}+5\operatorname {arsinh} 1}{15}}\!\,.\end{aligned}}}
katere desetiška vrednost je (OEIS A091505):
{\displaystyle \Delta (2)=0,521405433164720678330982356607\ldots \!\,.}
Posebni primer je konstanta v enotskem intervalu:
{\displaystyle \Delta (1)=\int _{0}^{1}\int _{0}^{1}{\sqrt {(x-y)^{2}}}\,\mathrm {d} x\,\mathrm {d} y={\frac {1}{3}}=0,{\overline {3}}\!\,.}